# Yaro Burian Junior
Yaro Burian Junior é um brasileiro graduado em Engenharia Eletrônica e Mestre em Ciências pelo Instituto Tecnológico de Aeronáutica (ITA), onde também foi professor. Possui o título de Docteur d'État (Doutorado) pela Universidade de Toulouse III (Paul Sabatier), na França.
De ascendência checa, é professor titular da Universidade Estadual de Campinas (Unicamp) desde 1971, onde foi coordenador do curso de Engenharia Elétrica por cinco anos. Ministra, por exemplo, a disciplina de Circuitos Elétricos nos cursos de graduação e pós-graduação da Faculdade de Engenharia Elétrica e de Computação (FEEC) da Unicamp desde a década de 70. Além disso, ministra também Circuitos Elétricos II e Introdução à Engenharia de Som.
É autor de diversos livros, como "Circuitos Elétricos" juntamente com Ana Cristina C. Lyra da editora Pearson Prentice Hall, que é muito utilizado em cursos de engenharia em todo o Brasil. Entre outros, como Circuitos elétricos, magnéticos e teoria eletromagnética, pela Editora da Unicamp.